# 흰 암소의 발라드
흰 암소의 발라드(Ghasideyeh gave sefid, Ballad of a White Cow)는 프랑스에서 제작된 베흐타시 사내에하, 마리암 모그하담 감독의 2020년 드라마, 멜로/로맨스, 서스펜스, 미스터리 영화이다. 마리암 모그하담 등이 주연으로 출연하였다.

## 출연

### 주연
- 마리암 모그하담